# Le Phare de la Loire
Le Phare de la Loire est un quotidien français édité à Nantes de 1852 à 1944, dernier avatar d'une lignée remontant à 1782, lié au départ à la famille Mangin, puis à la famille Schwob, enfin à Francis Portais et à son gendre René Bentz.
Principal quotidien nantais pendant toute son existence, il a été interdit de publication à la Libération en 1945, et remplacé par La Résistance de l'Ouest, puis Presse-Océan, un journal d'importance modeste face à son concurrent de Rennes, Ouest-France.

## Les journaux de la famille Mangin
- 1782 : Correspondance Maritime de Nantes, créée par Louis Victor Mangin (1755-1825) ; cette publication se poursuit sous divers titre jusqu'en 1825 sous la direction de Louis Victor, puis elle est vendue à un autre éditeur.
- 1819 : L'Ami de la Charte, journal politique, littéraire et d'avis de Nantes, créé par Louis Victor en association avec son fils Charles-Victor (1787-1853) ; ce journal, libéral sous la Restauration, évolue vers le républicanisme sous la monarchie de Juillet et change de titre en 1837 :
- 1837 : le National de l'Ouest.

Après le coup d'État du 2 décembre 1851, Le National de l'Ouest est suspendu le 24 décembre, ayant pris nettement position contre le nouveau régime. En janvier 1852, Charles-Victor Mangin lance un nouveau journal, Le Phare de la Loire, dont le titre était jusque-là celui d'un supplément.

## Le Phare de la Loire

### La période Mangin
Ce journal est quotidien à partir de janvier 1853.
À la mort de Charles-Victor en 1853, la direction passe à l'un de ses fils, Victor (1819-1867), puis, au décès de ce dernier, à son second fils Évariste (1825-1901). Dans les années 1860, le rédacteur en chef est Léon Laurent-Pichat. Le journal reçoit des avertissements du préfet et est poursuivi à plusieurs reprises, ainsi en novembre 1865 pour un article du 13 octobre « excitant à la haine et au mépris du Gouvernement de l'Empereur ». Evariste Mangin, défendu par René Waldeck-Rousseau, est condamné à un mois de prison et 500 F d'amende ; Laurent-Pichat, défendu par Emmanuel Arago, à trois mois de prison et 1 000 F d'amende. D'autres procès ont lieu en novembre 1867 et mars 1868.
En 1870-71, Le Phare soutient les républicains modérés (René Waldeck-Rousseau, maire de Nantes élu en août 1870) et s'oppose aux radicaux (Ange Guépin et le journal L'Union démocratique). Il condamne catégoriquement la Commune.

### La période Schwob

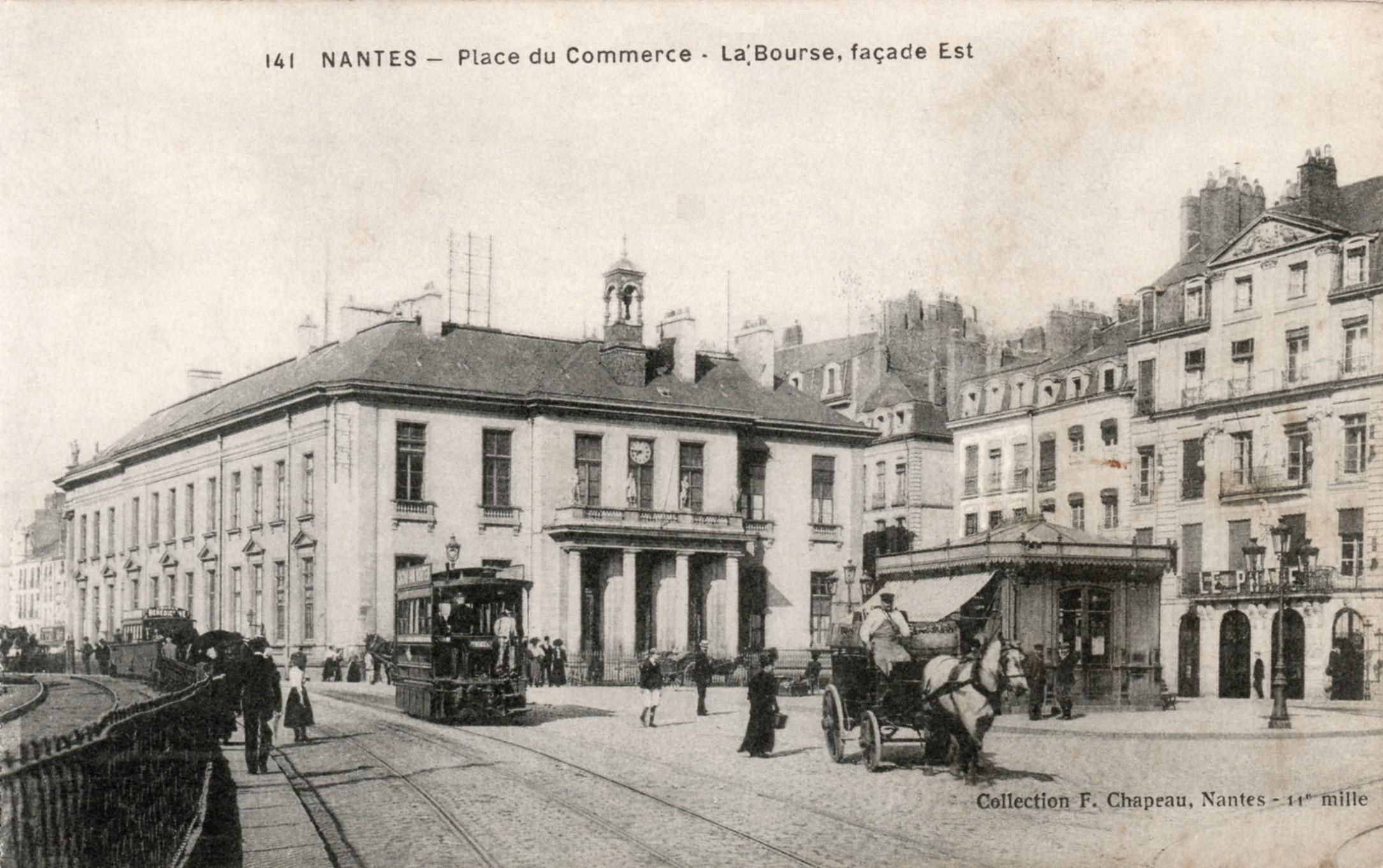
Immeuble du journal Le Phare de la Loire place du commerce à droite sur la photo avant sa destruction le 16 septembre 1943.

En 1876, Evariste vend le journal à George Schwob (1822-1892), un républicain alors implanté à Tours, auquel succède son fils Maurice (1859-1928).
Les locaux du journal se trouvent d'abord rue Scribe, à Nantes, puis sont transférés en 1901 dans un immeuble place du Commerce, ainsi que l'appartement de la famille.
Le Phare est le principal quotidien nantais, face à L'Espérance du peuple (légitimiste puis monarchiste) créé en 1852, au Populaire (1874 ; François Salières puis Gaston Veil) et au Nouvelliste de l'Ouest (1891 ; catholique acceptant la République). Le Phare est aussi diffusé dans le département de Loire-Inférieure, mais de façon limitée. Son principal concurrent apparaît cependant en 1899 à Rennes : Ouest-Éclair (démocrate-chrétien, futur Ouest-France), dès l'origine conçu comme journal de tout l'Ouest et dont les tirages globaux sont rapidement supérieurs à ceux du Phare (300 000 contre 100 000), même si sa position à Nantes est longtemps minime.
Parmi les contributeurs du Phare, on trouve le frère de Maurice, l'écrivain Marcel Schwob, sa fille Lucy, connue sous le nom de Claude Cahun, son oncle Léon Cahun.
Dès avant la Première Guerre mondiale, Maurice Schwob prend le contrôle de l'Imprimerie du Commerce, et à travers elle du Populaire. En 1919, il réorganise l'entreprise familiale en un ensemble de sociétés anonymes : société éditrice du Phare, société de l'Imprimerie, société de la Librairie du Commerce (qui est installée dans l'immeuble du journal).
Dans les années 1920, sachant que ses deux enfants, Georges et Lucy, n'ont aucunement l'intention de prendre la direction du journal, Maurice Schwob choisit un successeur dans le milieu des républicains nantais, en la personne de Francis Portais (1869-1945).

### La période Francis Portais
Celui-ci est issu d'une famille pauvre du quartier de Barbin ; après un apprentissage d'ébéniste, il exerce diverses professions commerciales et se forme politiquement dans les milieux socialistes. Dans les années 1890, il est élu municipal et un dreyfusard de première importance. En 1928, il a évolué vers la droite, mais est toujours un républicain convaincu, et c'est à ce titre que Maurice Schwob lui confie le journal.

#### L'Occupation
En 1940, le journal est suspendu à l'arrivée des Allemands le 19 juin ; après une entrevue entre Francis Portais et le Feldkommandant Hotz (1er juillet), il reparaît le 3 juillet, sous le contrôle étroit de la censure allemande, dirigée par le lieutenant Menny.
En octobre 1940, Francis Portais abandonne la direction du Phare à son gendre René Bentz, tout en restant actionnaire principal et directeur de l'imprimerie.
Le lieutenant Menny trouve un appui auprès de quelques journalistes comme Yves Kermerin, Julien Felice (pseudonyme de Gaston Dauneau) et surtout Lucien Mignoton, qui passera en 1942 à Paris-Soir-édition de Paris, tout en continuant de contribuer au Phare sous le nom de Paul Anselme. Un des journalistes, Rémy Vincent, s'engage très tôt dans la Résistance, utilisant parfois les véhicules du journal pour des opérations, puis quittant Nantes pour passer dans la clandestinité, être arrêté et déporté à Buchenwald. Le général Audibert, contributeur extérieur, entre aussi dans la Résistance.
Le 16 septembre 1943, l'immeuble de la place du Commerce est détruit par le bombardement allié, ce qui entraîne la disparition des archives. Le journal reparaît cependant assez rapidement, avec l'assistance de Ouest-Eclair à Rennes.
Durant cette période, René Bentz est en relation d'affaires avec une personnalité de la Résistance, Jacques Chombart de Lauwe, responsable militaire départemental (colonel Félix) en 1944. Ils sont d'abord associés dans une exploitation forestière destinée à fournir le carburant des véhicules du journal ; en février 1944, un accord est passé entre eux sur l'avenir du Phare : à la Libération, Jacques Chombart de Lauwe deviendrait directeur politique et actionnaire minoritaire. Ce scénario, non conforme aux mesures prévues par le CNR et le gouvernement d'Alger, ne pourra pas se réaliser.

#### La Libération
Après la Libération, qui survient le 12 août à Nantes, le Phare de la Loire paraît pour la dernière fois le 13 août 1944, fêtant l'événement, avec un éditorial collectif essayant de justifier sa parution pendant la guerre et condamnant les éléments collaborationnistes, qui y ont été présents.
Mais il est suspendu le soir même par le Comité départemental de libération (Jean Philippot) et interdit de publication le 15 août par le commissaire de la République Michel Debré. Ses biens sont réquisitionnés au profit de La Résistance de l'Ouest, qui débute le 17 août. La société éditrice est placée sous séquestre au début de 1945. Jacques Chombart de Lauwe, mis en cause par Jean Philippot, est défendu par Michel Debré, qui indique dans une lettre du 16 janvier au CDL que son initiative, quoique non opportune, n'est pas passible des tribunaux.
Francis Portais et René Bentz sont inculpés pour collaboration. Francis Portais meurt le 2 février 1945 avant son procès. En février 1946, René Bentz est condamné à 5 mois de prison. Parmi les journalistes, Lucien Mignoton est condamné à mort en juin 1945 (peine commuée en travaux forcés à perpétuité) et Yves Kermerin à 2 ans de prison. Henry Bousquet, responsable des rubriques locales, réussit à échapper à toute condamnation et pourra devenir rédacteur en chef de La Résistance de l'Ouest, après une période de transition.

## De laRésistance de l'OuestàPresse-Océan(1944-1960)
Le journal qui paraît le 17 août 1944 est sous le contrôle du Comité départemental de libération, avec Jean Philippot comme directeur et Paul Gendron comme rédacteur en chef. Ces deux personnalités optent pour d'autres fonctions au cours de l'année 1945.
Rémy Vincent, de retour à Nantes en juin 1945 donne un témoignage de son expérience concentrationnaire dans le journal en juillet. En revanche, il ne réussit pas à s'imposer à sa tête. En septembre 1945, La Résistance de l'Ouest est prise en main politiquement par l'UDSR, et sur le plan financier, par plusieurs mouvements de résistance adhérents de l'UDSR, chacun représentés par des porteurs de parts. Ces porteurs de parts vont progressivement devenir les actionnaires du journal, notamment Claude Berneide-Raynal, qui joue un rôle essentiel en 1959 dans l'arrivée de Robert Hersant et l'avènement de Presse-Océan.